# Castellón de la Plana
Castellón de la Plana (španělsky) či Castelló de la Plana (ve valencijské katalánštině) je španělské město na pobřeží Středozemního moře v  autonomním společenství Valencie. Leží 70 km severovýchodně od jejího hlavního města. Je sídlem provincie Castellón, comarky Plana Alta a spojené římskokatolické diecéze.
Město sousedí s obcemi Borriol, Benicàssim, Almassora, l'Alcora a Onda. Žije zde přibližně 180 tisíc obyvatel.
K městu náleží 10 km mořského pobřeží, obsazeného z větší části průmyslovými stavbami a přístavem, ale také třemi plážemi.

## Obyvatelstvo
V Castellónu žilo k roku 2007 172 624 obyvatel, což je o třicet tisíc více než před deseti lety. Počet obyvatel výrazně stoupl díky silné imigraci. 11 % obyvatel města tvoří Rumuni.

## Dějiny

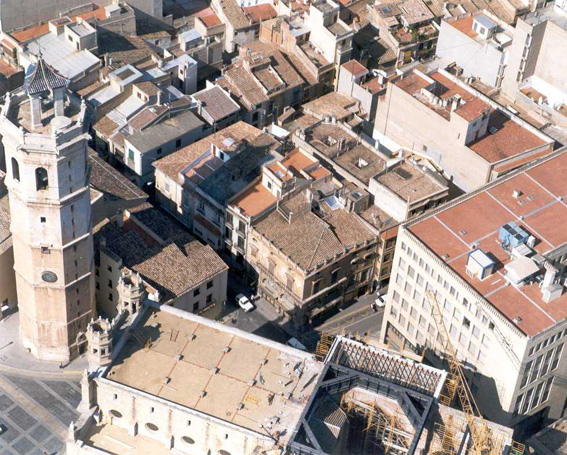
Centrum města s katedrálou a věží El Fadrí

Castellón vznikl kolem  středověkého maurského hradu, zvaného španělsky Castillo de Fadrell, který založili Arabové ve 12. století a z něhož ovládali toto sídlo a sousední Almassoru. při reconquistě roku 1233 území dobyl král Jakub I. Aragonský, založil katedrálu a Castellón se stal součástí Valencijského království, existujícího formálně až do roku 1707. 
V 16. století bylo město jednou z posledních bašt v Revoltě zdejších německých řemeslnických cechů (Revolta de les Germanies). Od té doby je dominantou starého města náměstí Plaza mayor s volně stojící zvonicí El Fadrí, mezi katedrálou Panny Marie a radnicí. 
V letech 1701–1714 město podporovalo rakouského arcivévodu a pozdějšího císaře Karla VI. ve válce o španělské dědictví, ale později Castellón dobyla vojska Filipa V. z Anjou.
V 19. století byly městské hradby strženy a město se pomalu začalo rozšiřovat. Proces modernizace přerušila v letech 1804–1814 válka za nezávislost proti Napoleonovi. po správní reformě Španělska z roku 1833 se Castelló stalo hlavním městem nově ustavené provincie. V letech 1833–1863 jeho modernizaci zastavily války karlistů (stoupenců Dona Carlose.  
Ve druhé polovině 19. století se město začalo rozšiřovat bořením hradeb, budováním železnice, rozšířením přístavu, výstavbou reprezentativních civilních budov (provinční nemocnice, kasino, divadlo) a městských parků.
Ve 20. století a na začátku 21. století Castellón prodělal vlivem průmyslu a námořního obchodu rychlý demografický a urbanistický růst. Zastavily je jen španělská občanská válka a druhá světová válka. 
Místní univerzita byla založena teprve roku 1991.

## Doprava
Euromed je stanicí dálkových vlaků Euromed (Barcelona - Valencia - Alacant), vlaky Alaris pak zajišťují spojení s Madridem. Do nedaleké Valencie jezdí také příměstské vlaky Cercanías.

### Městská doprava
Většinu městské a příměstské dopravy zajišťují autobusy, kromě toho byl v červnu 2008 dán do provozu první úsek trolejbusové sítě, nazvané TVRCas.
Ke konci roku 2014 byly do městské dopravy zařazeny nové trolejbusy "Solaris Trollino 12" s výbavou Škoda Electric a.s., které zajišťují přepravu obyvatel linkou T1 z města k moři. Linka je rozdělena na nový úsek s trolejemi, a na úsek v centru města Castellón, kde jezdí trolejbusy na bateriový pohon. V provozu je celkem 6 trolejbusů a výprava je 5 vozů jeden je v záloze, plánuje se dokoupení dalších trolejbusů.

### Letecká doprava
Castellonské letiště Costa Azahar bylo slavnostně otevřeno roku 2011, v lednu 2015 obdrželo licenci od národní letecké společnosti AENA a první komerční let se uskutečnil 15. ledna 2015, šlo o přesun místního fotbalového klubu Villarreal CF. Dokončení stavby se pojí s řadou nechvalně proslulých korupčních skandálů a trestných činů proti životnímu prostředí. Město počítá s přistávací plochou umístěnou v městské části Grao, kde má základnu parašutistický klub Skytime.

## Ekonomika
Město kromě tradičního průmyslu, rybolovu a námořního obchodu v 21. století stále více profituje z turistiky, ze souvisejících ubytovacích služeb a gastronomie.

### Gastronomie
Díky svému příznivému klimatu je okolí Castellónu využíváno pro kultivaci různých druhů plodin. V suchých částek okolí se pěstují především mandle, ve vlhkých jsou to pak artyčoky, rajčata a především citrusové plody, které se zde vyskytují téměř na každém kroku. Část místních pomerančů a mandarinek je dokonce určena pro vývoz do zbytku Evropy a Severní Ameriky.
Rýže je hlavní ingrediencí mnoha pokrmů v této oblasti. Stejně jako ve většině regionu je i zde nejznámějším a nejoblíbenějším jídlem paella (typický pokrm připravovaný ve speciální pánvi, jehož základními ingrediencemi jsou rýže, králičí maso, fazole, různé druhy zeleniny a šafrán, ne však mořské plody, jak se turisté často chybně domnívají). Dále například arroz a banda (rýže připravovaná s rybou), arroz al horno (zapečená rýže s jelity, bramborami, cizrnou a zeleninou), fideuá (obdoba paelly kde je rýže nahrazena těstovinami). V přímořské části Grao se připravují pokrmy z čerstvých ryb.
Mezi nejznámější dezerty patří coca malfeta (dezert s citronovou kůrou a skořicí, pro Castellón je typická verze, ve které se mouka nahradí bramborami) a pelotas de fraile (doslova „mnichovy koule“, obdoba českých koblihů).

## Památky
- Konkatedrála Panny Marie– trojlodní gotická stavba, založená ve 13. století, přestavěná po požáru ve 14. století, znovu přestavěna po škodách z občanské války roku 1936 od roku 1940, zčásti v novogotickém slohu, bohaté vybavení interiéru.
- Zvonice "El Fadrí" středověká maurská stavba, přestavěná na zvonici ve 14. a 17. století
- Bazilika Santa María del Lledó  původem gotická trojlodní bazilika, založená roku 1366 a přestavěná v době baroka, je situovaná na severozápadním okraji města, patří k nejvýznamnějším uměleckým památkám města
- Kostel Největější Trojice - novorománská bazilika, známá svou poutní slavností s uctívanou sochou Jezulátka
- Kostel sv. Petra apoštola patrona zdejších rybářů a námoníků, novoslohová stavba z roku 1852
- Llotja del Cànem – burza a tržnice z 1. poloviny 17. století, nyní v užívání univerzity a kulturních akcí města.
- Radnice

## Kultura a školství
- Teatre principal - novorenesanční budova hlavního městského divadla z roku 1884
- Muzeum vojenské historie
- Muzeum krásných umění (Museo des bellas artes)
- Muzeum moderního umění (Espai d'Art Contemporani de Castelló)
- Universidad Jaume I. - univerzita a její kampus, založeny roku 1991

## Galerie

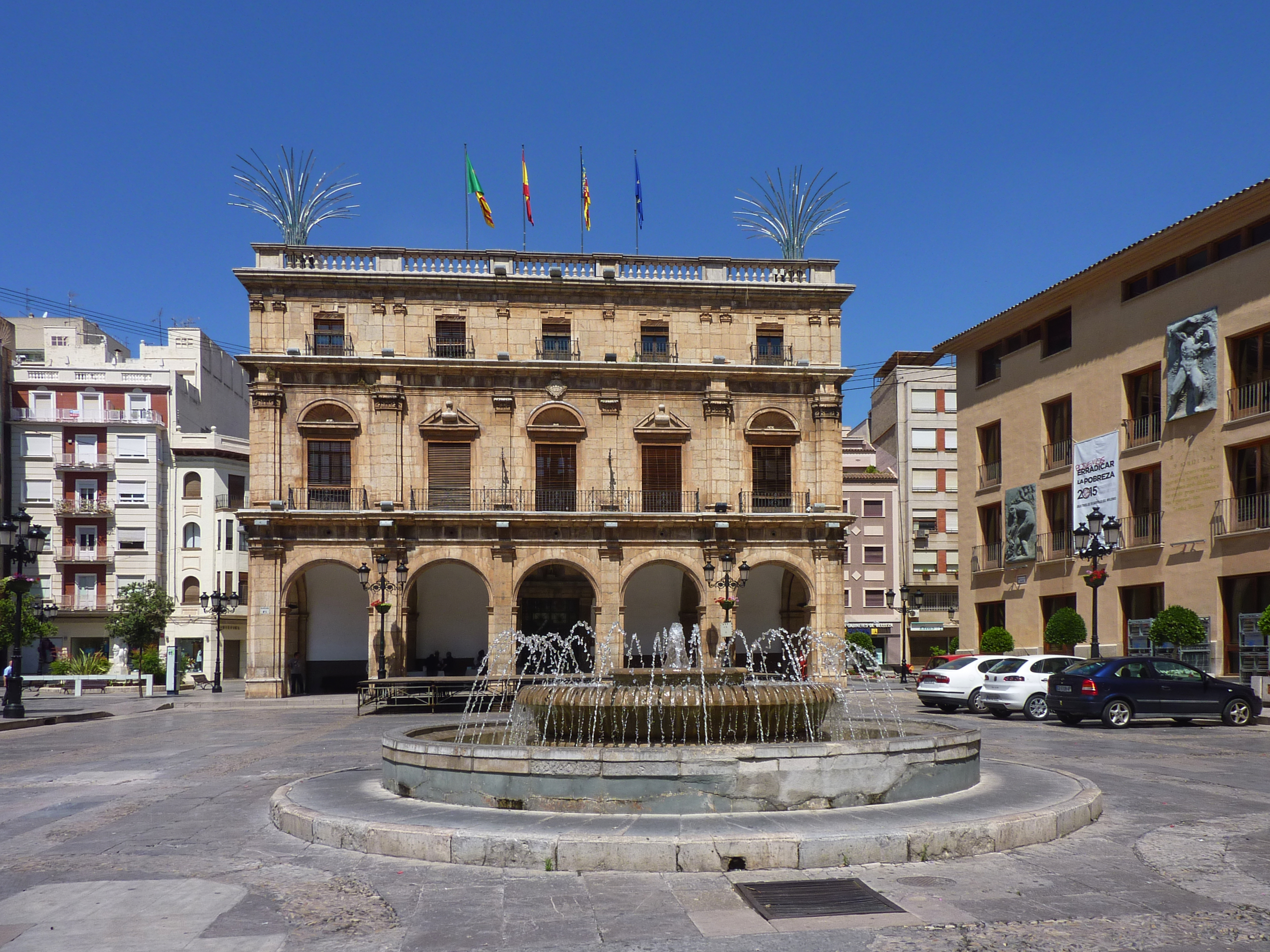
Radnice
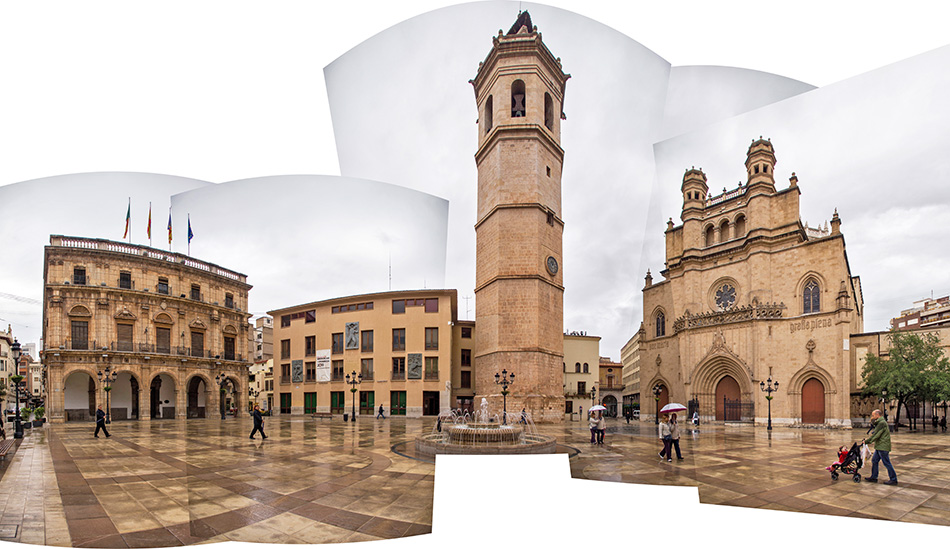
Panorama Plaza Mayor
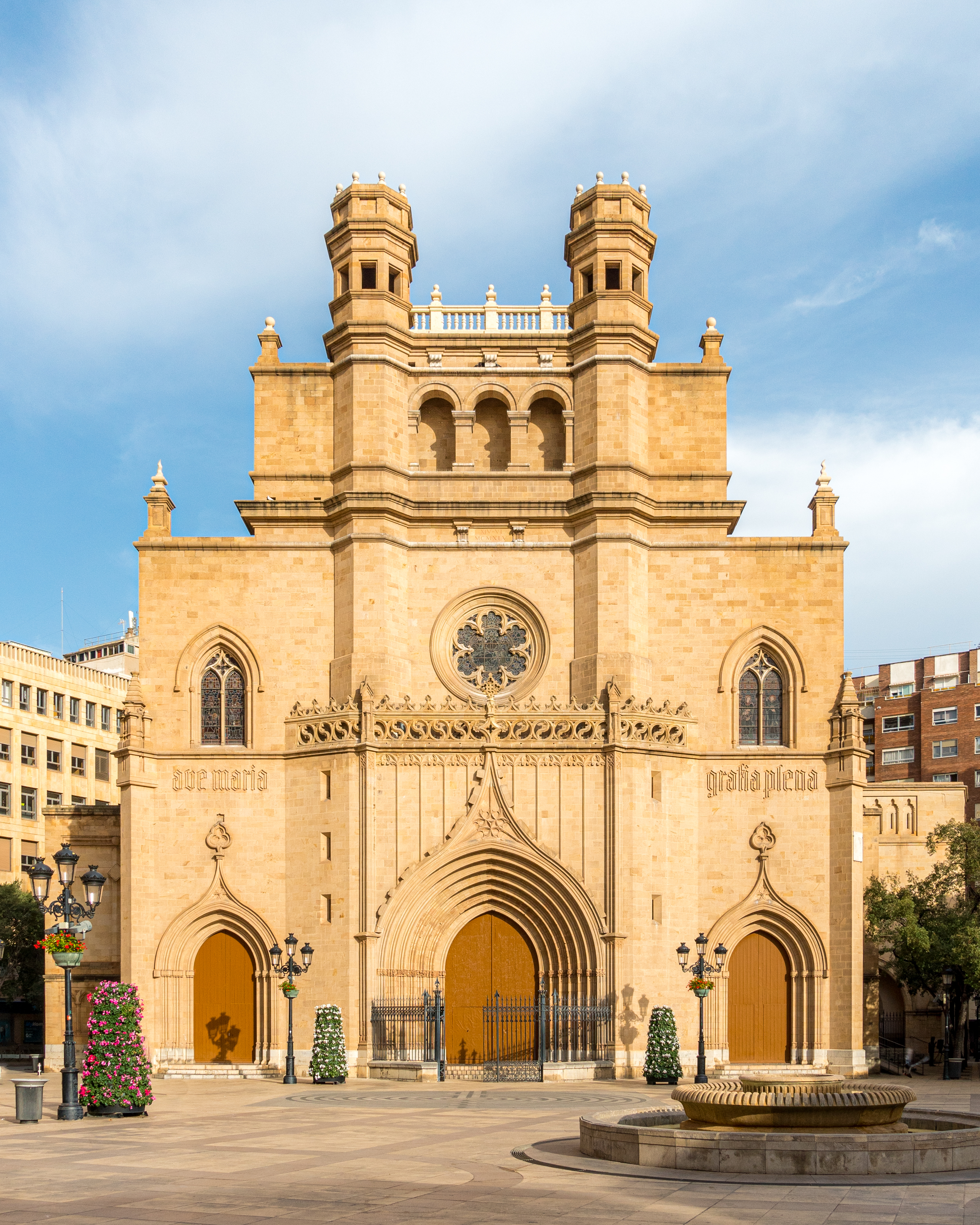
Vstupní průčelí katedrály
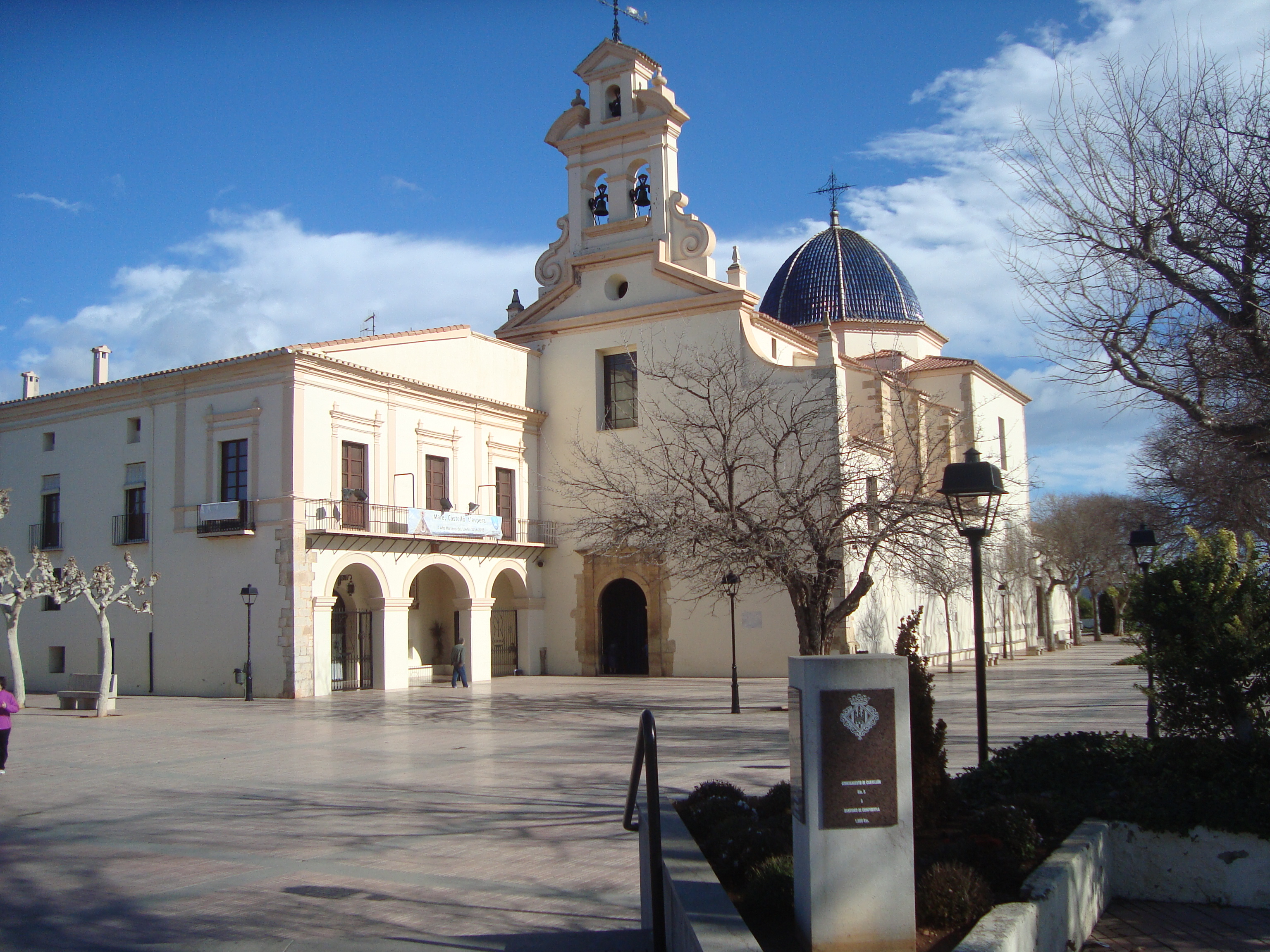
bazilika P. Marie del Lledó
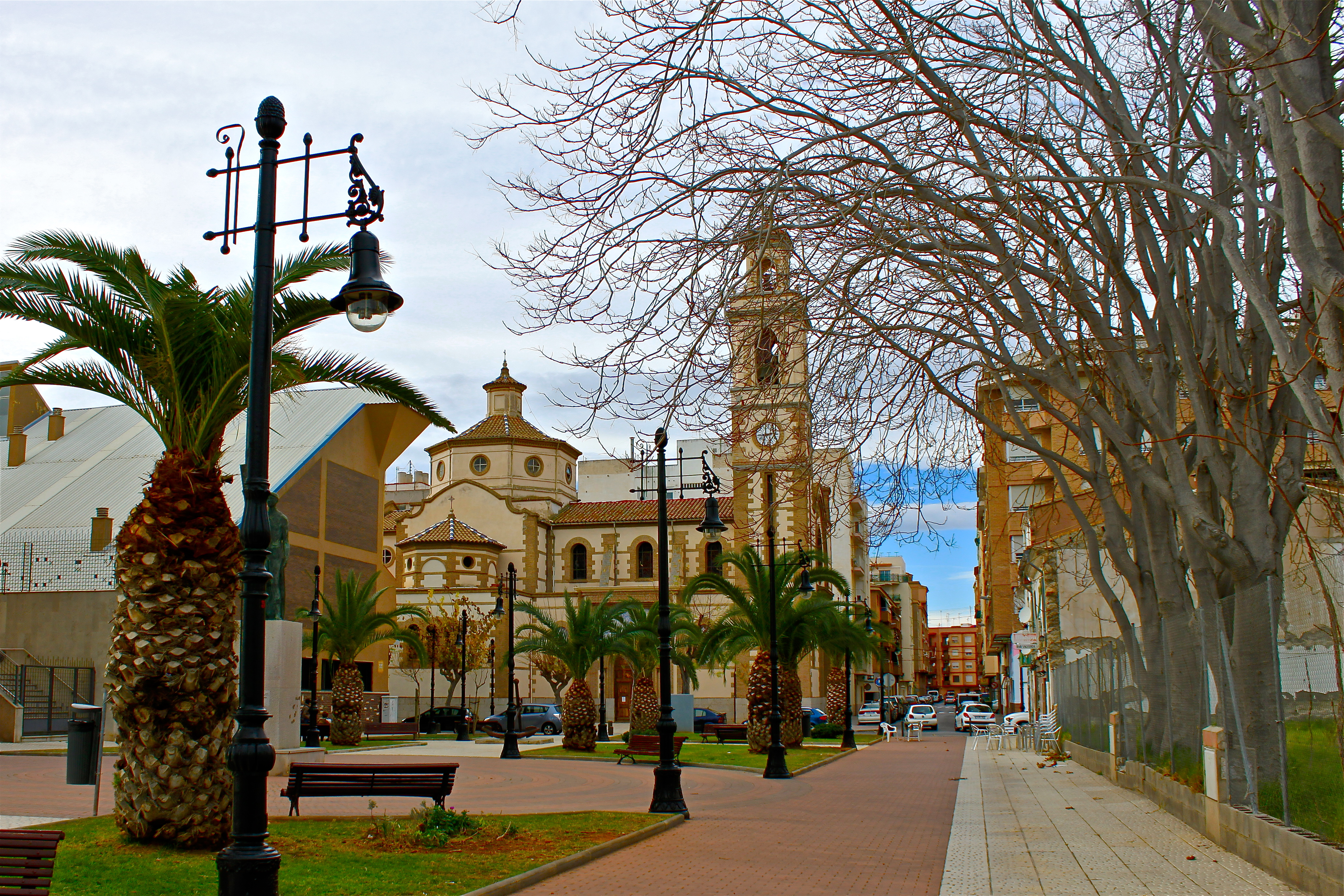
Náměstí před kostelem sv.petra
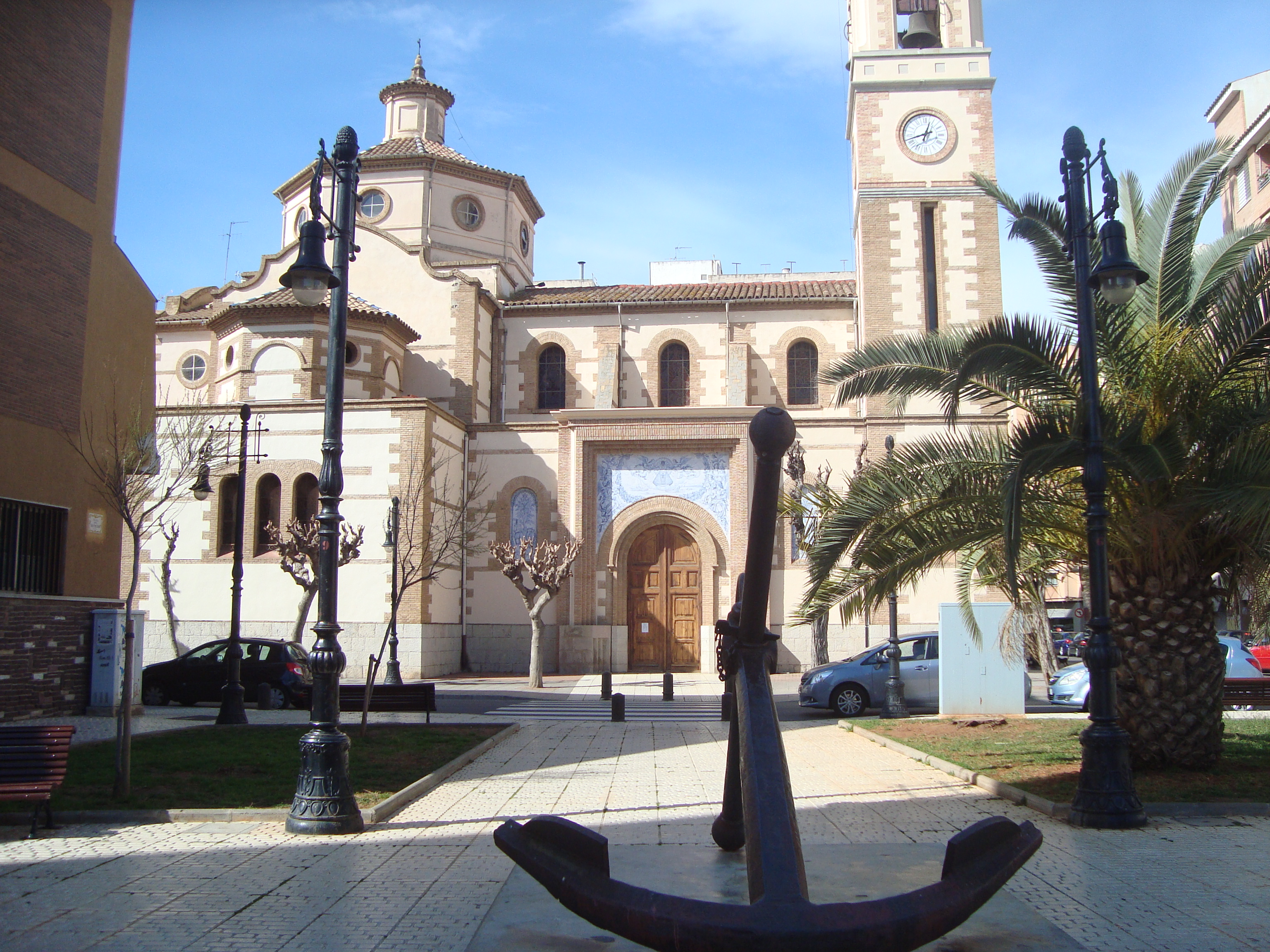
Kostel sv. Petra
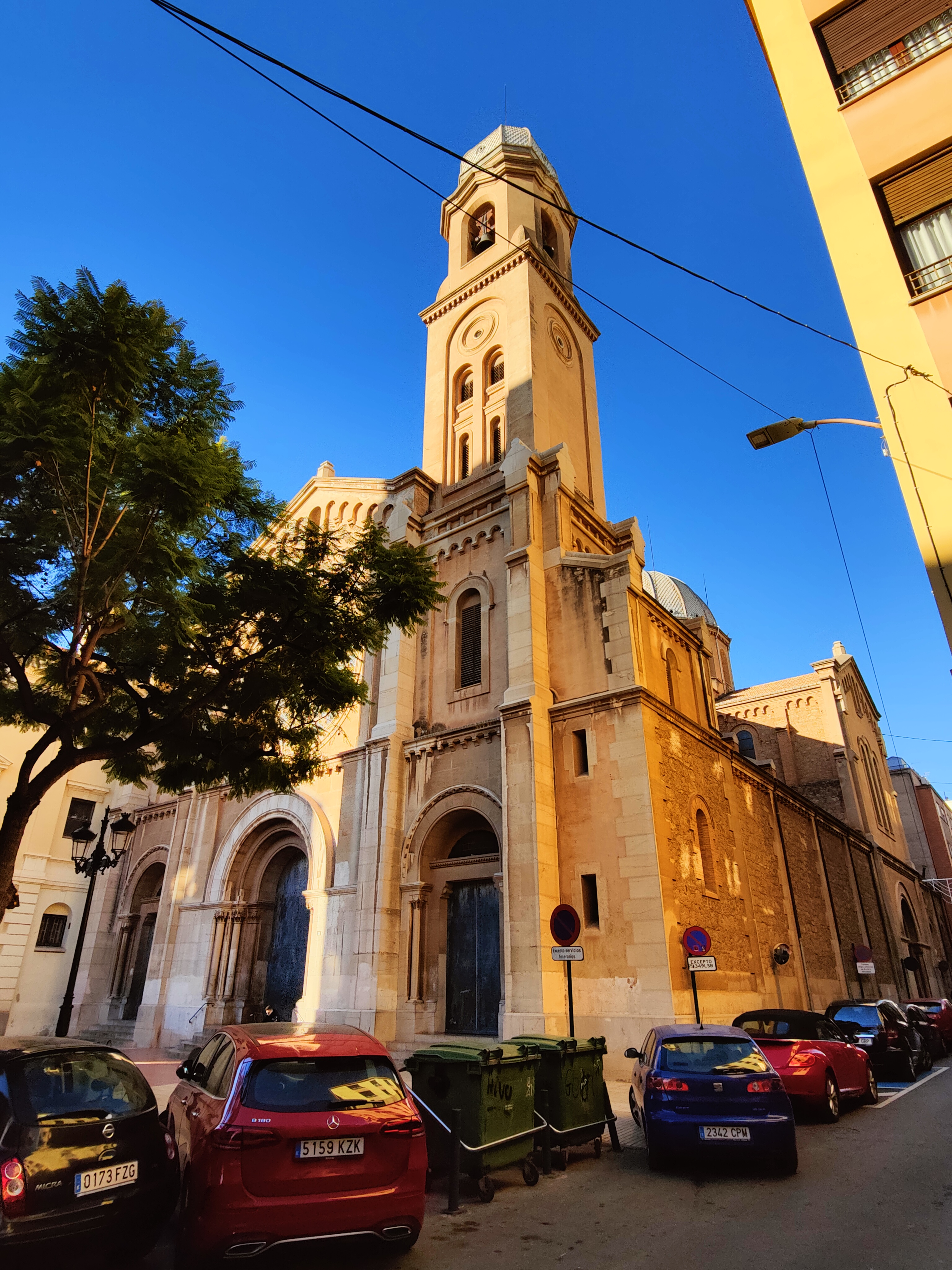
Kostel Nejsv. Trojice
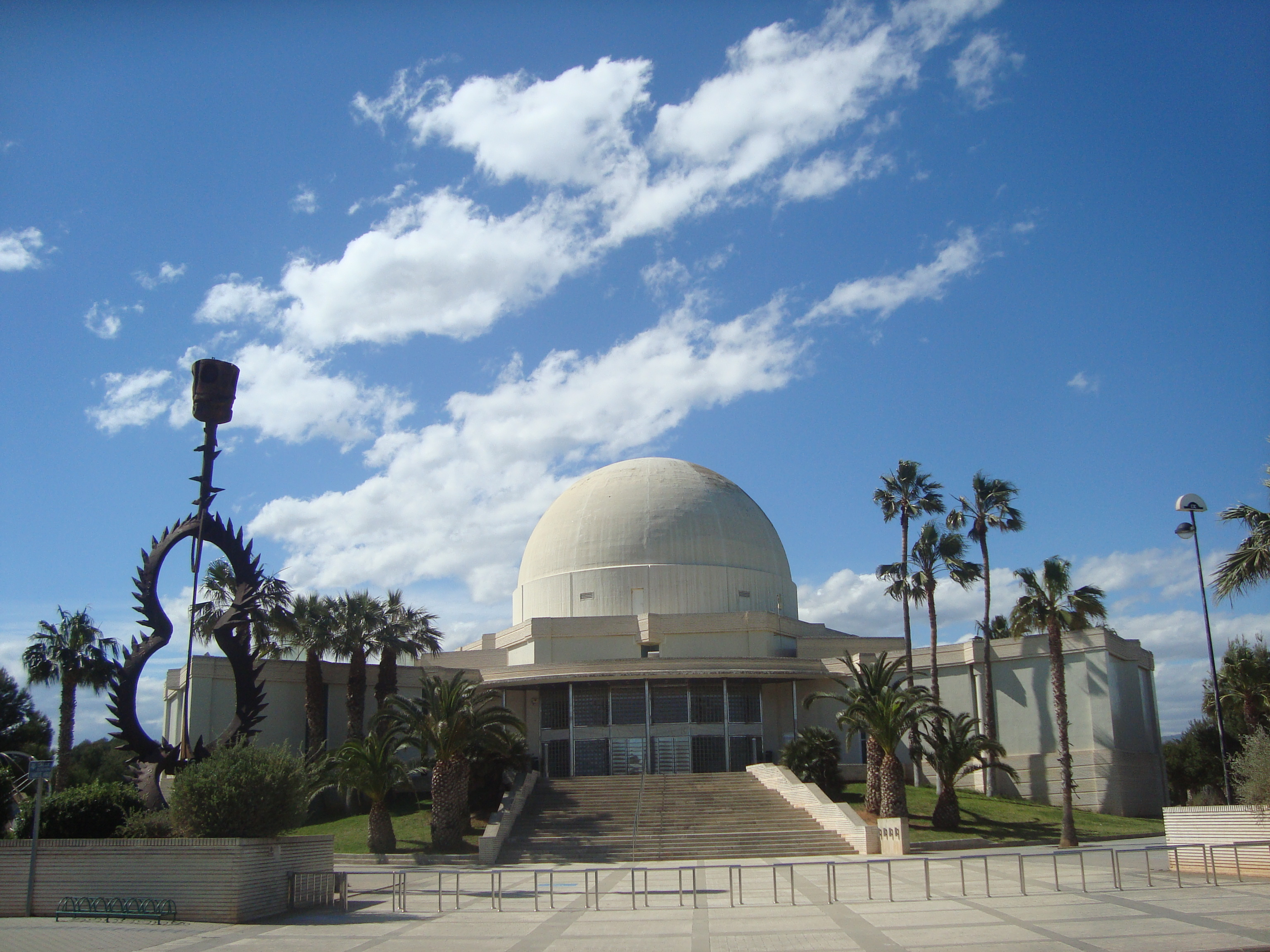
Planetárium

## Svátky

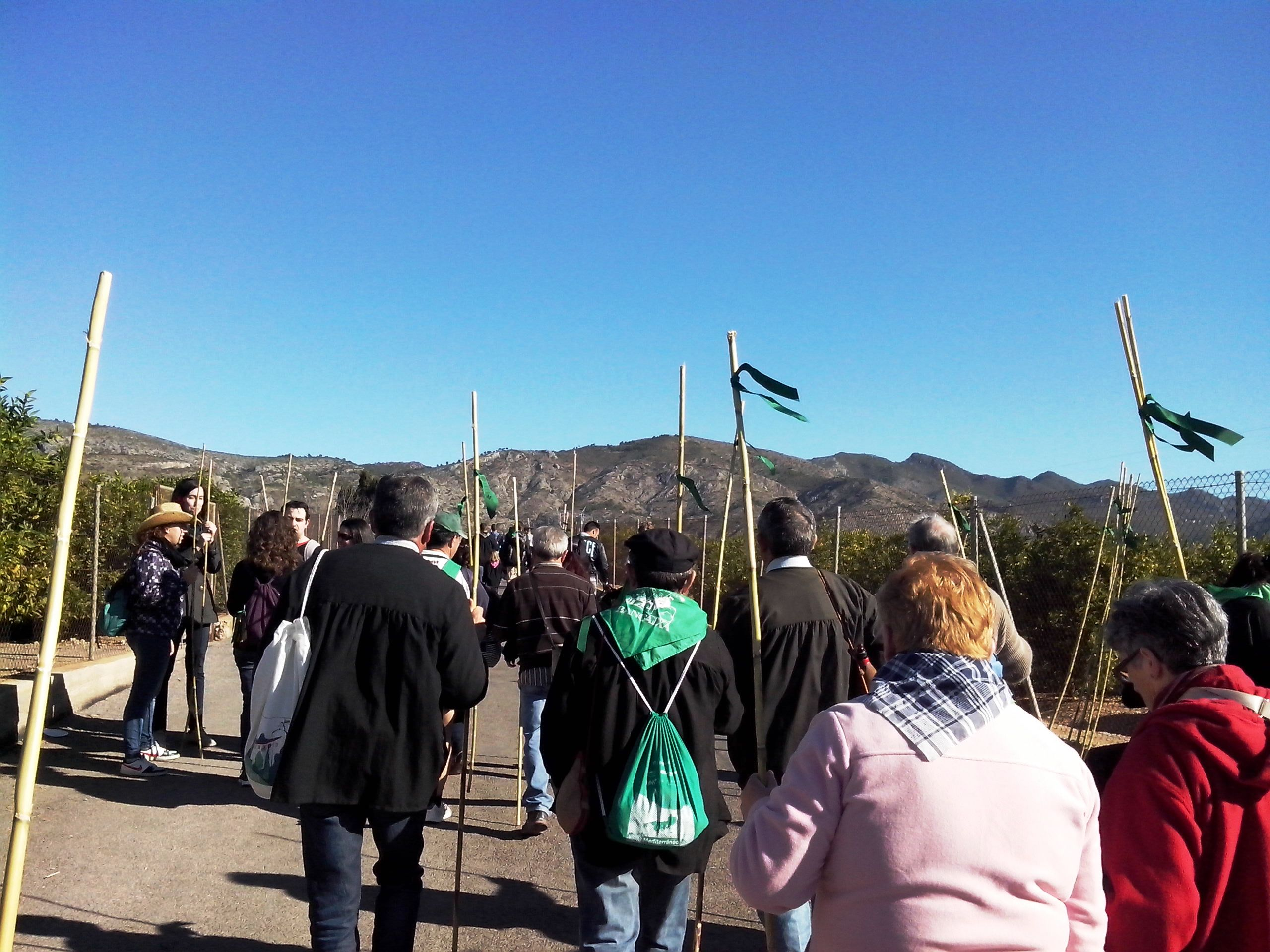
Romería de les canyes - poutnící směřující ke kapli Magdaleny

### Svátky svaté Maří Magdaleny (Feria y Fiestas de la Magdalena)
Tento významný svátek se koná na oslavu události z roku 1252, kdy tehdejší obyvatelé sestoupili z pahorku Cerro de la Magdalena do roviny (la Plana) a založili zde nové město (údajně se jim to podařilo za jedinou noc). 
Oslavy probíhají od třetí soboty postní doby a trvají devět dní. 
- Nejdůležitější událostí je takzvaná Romería de las Cañas (Třtinová pouť), kdy průvod poutníků, opírajících se o třtinové hole, vyjde na kopec k poustevně a kapli svaté Maří Magdalény, kde stávala první vesnice.  Poutníci večer rozsvítí svíce a louče.
- Oslavy symbolizuje „Gaiata“, monument vytvořený z různých materiálů, dekorovaný loučemi a svícemi poutníků. přípomíná louče a lampy, kterými si přistěhovalci svítili na cestu.
- Dále městská garda vypálí do vzduchu salvy mascletás, připomínající ohňostroje, jimiž odstaruje slavnostní obětování květin Panně Marii z Lledó a následující veselici s občerstvením u stánků s tradičními tapas, pivem, vínem a koncerty hudebních skupin různých stylů,  až po slavnostní zakončení.

V roce 2010 španělské Ministerstvo průmyslu, turismu a obchodu tyto svátky prohlásilo za oslavy mezinárodního turistického významu.

## Slavní rodáci
- Pierre Méchain (1744–1804)francouzský matematik a astronom
- Roberto Merhi Muntan (* 1991) – profesionální automobilový závodník
- Roberto Bautista Agut (* 1993) – profesionální španělský tenista
- Pablo Fornals Malla (* 1996) – profesionální španělský fotbalista

## Partnerská města
- Châtellerault, Francie
- Târgoviște, Rumunsko
- Ube, Japonsko
- Lleida, Španělsko